# Lluïsa Casagemas i Coll
Lluïsa Casagemas i Coll (née à Barcelone le 13 décembre 1863 et morte en 1942) est une compositrice catalane.

## Biographie
Lluïsa Casagemas a étudié la composition avec Francesc de Paula Sànchez i Cavagnach, le chant avec Giovanna Bardelli et le violon avec Agustí Torelló i Ros à Barcelone. Entre 16 et 18 ans, elle composa l'opéra Schiava et Regina, opéra en trois actes sur un livret de Joan Barret. Cet opéra devait être présenté en 1893 au Grand théâtre du Liceu de Barcelone, mais l'attentat anarchiste du 7 novembre de la même année annula sa création . Celle-ci aura finalement lieu au palais royal de Madrid en 1894, en présence de la famille royale. L’œuvre été primée à l'Exposition universelle de Chicago en 1892. 
Cette même année de 1893, l'Orquestra Catalana de Concerts crée son œuvre Crepúsculo. Le Diccionario biografico de músicos españoles (1894-1897), du compositeur, musicographe et professeur Felipe Pedrell, cite plus de 200 œuvres de cette compositrice.
Elle était la sœur du peintre Carles Casagemas i Coll.

## Discographie
- « Compositores catalanes. Generació modernista » - Maria Teresa Garrigosa (soprano) et Heidrun Bergander (piano) (La mà de guido B-45116-2008)[2].